# Distretto di Circa
Il distretto di Circa è un distretto del Perù nella provincia di Abancay (regione di Apurímac) con 2 498 abitanti al censimento 2007 dei quali 341 urbani e 2.157 rurali.
È stato istituito fin dall'indipendenza del Perù.